# 胡达费林县
胡达费林县（波斯語：‎），伊朗东阿塞拜疆省的一个县，县治在霍马尔卢。该县下辖中央区、明贾万区和加拉姆杜兹三个区，辖区内有霍马尔卢一个城市。2011年之前，该县为卡莱巴尔县的一个下辖区。胡达费林县居民多操阿塞拜疆语。县内有胡达费林桥、Alherd村等古迹。

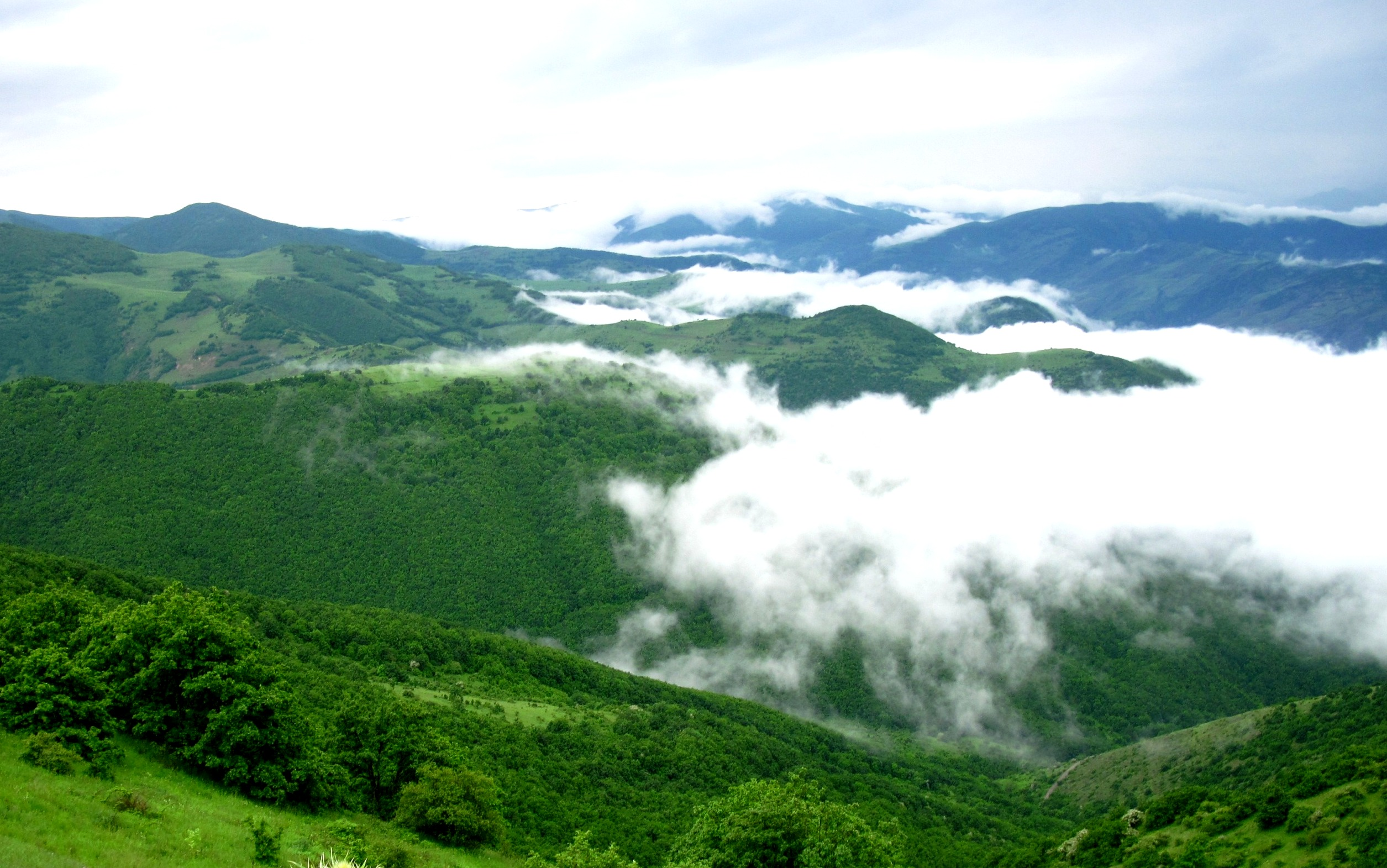
胡达费林县的山区